# Municipalità di Naracoorte Lucindale
La municipalità di Naracoorte Lucindale è una Local Government Area che si trova in Australia Meridionale. Essa si estende su una superficie di 4.516,7 chilometri quadrati e ha una popolazione di 8.489 abitanti. La sede del consiglio si trova a Naracoorte.